# Língua jibbali
A língua jibbali ou shehri é uma língua semítica meridional oriental moderna falada pela população semi-nômade habitante das cidades litorâneas, montanhas e florestais acima de Salalah, no governado de Dhofar, sudoeste de Omã. Divide-se hoje em três dialetos principais: jibbali central, jibbali ocidental e jibbali oriental.
A  língua não possui status oficial em nenhum país e não possui forma de registro formal (ortografia própria). A maior parte dos 84.900 falantes são bilíngues em outros dialetos árabes locais, especialmente dhofari. Ademais, o árabe, o qual é língua oficial e franca da região, exerce influência significativa e vem ocasionando diferenças de padrões gramaticais entre gerações. Segundo o Ethnologue, encontra-se ameaçada devido à perda progressiva de usuários.

## Etimologia
A língua jibbali já foi conhecida por pesquisadores por diversas terminologias.
Inicialmente, era chamada de eḥkili, baseado na palavra əḥklí, o nome nativo para designar falantes tribais da língua. Esse termo contrastava com śḥɛrí(singular), que refere-se a falantes não-tribais, tipicamente relegados a um status social inferior e submetidos à dominação. Alguns autores relatam que os śḥɛró(plural) eram os habitantes originais da região, que foi posteriormente ocupada pelos əḥkló(plural), optando pela utilização de shehri. No entanto, devido ao etnônimo referir-se apenas a um grupo de falantes e indicar uma posição inferiorizada dentro do grupo de usuários, alguns autores, como Rubin, argumentam que esta  não é a melhor forma de designar a língua.
Já o termo jibbali, hoje utilizado pela maior parte dos pesquisadores, deriva do árabe jibāl 'montanhas'. Apesar de já existente em dialetos árabes locais na forma "al-jabbāliyyah", foi popularizado em inglês por T.M. Johnstone. Hoje, também é utilizado por nativos como gəblɛ̄t e 'gəblí (homem da montanha). Semanticamente, é bastante similar a śḥɛrí, não possuindo, no entanto, a conotação negativa desse último.
Todavia, vale estabelecer que existe discordância entre falantes locais e nativos quanto a melhor denominação para a língua, e a preferência é intimamente ligada a ser ou não um falante tribal. Shehri é preferida, logicamente, pelos śḥɛró, enquanto jibbali tende a ser a escolha dos əḥkló. 

## Distribuição

Línguas semíticas meridionais orientais

Jibbali é uma das seis línguas conhecidas como línguas semíticas meridionais orientais, assim como mehri, socotri, harsusi, hobyot e baṭḥari. Tanto jibbali, quanto socoṭri e mehri possuem diversos dialetos; podendo-se até mesmo considerar harsusi e baṭḥari como dialetos de mehri. Nenhuma dessas línguas tem conexões próximas e/ou inteligibilidade com o árabe. A região em que são utilizadas restringe-se ao Iêmen oriental, Omã ocidental, e os grupos insulares de Soqoṭra e Curia Muria. Não possuem tradição escrita e passaram a ser conhecidas no Ocidente apenas a partir do século 19.
Existem três dialetos principais de jibbali: ocidental, central e oriental. A divisão com base geográfica também é reconhecida por falantes nativos. Todos possuem alta inteligibilidade mútua e apresentam poucas diferenças. Uma diferença notável no pronúncia é o fonema /g/, que falantes ocidentais pronunciam como [dʒ], enquanto o restante como [ɟ] ou [ɡʲ]. Já no campo lexical, a palavra "hoje", tipicamente '(ə)šḥér', para alguns falantes de jibbali central é '(ə)šḥór'. As diferenças dialetais na morfologia são provavelmente mais evidentes na conjugação de verbos. Por exemplo, para o imperfeito do verbo šaʿé "ele correu", falantes de jibbali central e oriental usam yəší, enquanto ocidentais usam yəšɔ́ʿ.

## Fonologia

### Vogais
O sistema vocálico é composto por um conjunto de 8 membros, contendo  i-u-a, como normalmente nas línguas semíticas (representadas pelos caracteres árabes ي; و; ا).
|             | Anterior | Central | Posterior |
| ----------- | -------- | ------- | --------- |
| Fechada     | i        |         | u         |
| Semifechada | e        | ə       | o         |
| Média       |          | ə       |           |
| Semiaberta  | ɛ        | ə       | ɔ         |
| Aberta      |          | a       |           |

- /ə/, quando em posições tônicas, também pode ser expresso como [ɪ].

### Consoantes
O sistema consonantal do jibbali é composto por um total de 35 consoantes, incluindo algumas glotais.
| Consoantes em jibbali | Consoantes em jibbali | Consoantes em jibbali | Consoantes em jibbali | Consoantes em jibbali | Consoantes em jibbali | Consoantes em jibbali | Consoantes em jibbali | Consoantes em jibbali | Consoantes em jibbali | Consoantes em jibbali |
|                       |                       | Labial                | Dental                | Alveolar              | Pós-alveolar          | Palatal               | Velar                 | Uvular                | Faríngea              | Glotal                |
| --------------------- | --------------------- | --------------------- | --------------------- | --------------------- | --------------------- | --------------------- | --------------------- | --------------------- | --------------------- | --------------------- |
| Nasal                 | Nasal                 | m                     |                       | n                     |                       |                       |                       |                       |                       |                       |
| Plosiva               | Desvozeada            |                       |                       | t                     |                       |                       | k                     |                       |                       | (ʔ)                   |
| Plosiva               | Vozeada               | b                     |                       | d                     |                       | ɟ                     | ɡ                     |                       |                       |                       |
| Plosiva               | Glotal                |                       |                       | tˀ~tʼ                 |                       |                       | kˀ~kʼ                 |                       |                       |                       |
| Vibrante múltipla     | Vibrante múltipla     |                       |                       | r                     |                       |                       |                       |                       |                       |                       |
| Fricativa             | Desvozeada            | f                     | θ                     | s                     | ʃ                     | ç                     |                       | χ                     | ħ                     | h                     |
| Fricativa             | Vozeada               |                       | ð                     | z                     |                       | ʝ                     |                       | ʁ                     | ʕ                     |                       |
| Fricativa             | Glotal                |                       | ðˀ~ðʼ                 | sˀ~s’                 | ʃˀ~ʃʼ                 | (çˀ~çʼ)               |                       |                       |                       |                       |
| Fricativa lateral     | Desvozeada            |                       |                       | ɬ                     |                       |                       |                       |                       |                       |                       |
| Fricativa lateral     | Vozeada               |                       |                       | (ɮ)                   |                       |                       |                       |                       |                       |                       |
| Fricativa lateral     | Glotal                |                       |                       | ɬˀ~ɬʼ                 |                       |                       |                       |                       |                       |                       |
| Aproximante           | Aproximante           |                       |                       | l                     |                       | j                     | w                     |                       |                       |                       |

- O som /ɡ/ pode ser palatalizado como [ɟ] ou [ɡʲ] nos dialetos Central e Oriental. Em Jibbali Ocidental, é pronunciado como [dʒ].
- [çˀ~çʼ] é um raro alofone de  /kˀ/. É tipicamente palatalizado como [ʃˀ~ʃʼ] pela maioria dos falantes.
- [ɮ] ocorre somente como alofone de /l/.
- [ʝ] só ocorre como um alofone de /ɡ/, e pode ser pronunciado como [ʝ], [ʒ], ou [ɟ].
- [ʔ] normalmente é ouvido apenas na posição final da palavra e não é considerado fonêmico.[8]

## Ortografia
A língua jibbali não possui tradição escrita e não há registros de uso literário dela. Devido ao bilinguismo dos falantes, árabe padrão é normalmente utilizado para fins de registro. Esse artigo e a maior parte dos estudos utilizam-se de transcrições fonéticas no alfabeto latino.

## Gramática

### Pronomes
Pronomes pessoais
Os pronomes pessoais em jibbali exercem uma miríade de funções, geralmente sendo sujeito ou predicado de sentenças não verbais, ou sujeito de sentenças verbais, no entanto, nesse último caso, assim como ocorre em português, podem e normalmente são omitidos. A utilização dos pronomes pessoais duais vem ficando obsoleta. Falantes mais jovens, apesar de o reconhecerem, não o utilizam, substituindo-o pelo plural. Uma forma possível, já registrada entre jovens, de se referir a duas pessoas consiste em dizer "tum ṯroh", isso é, "vocês dois".
|                             | Singular | Dual  | Plural |
| --------------------------- | -------- | ----- | ------ |
| Primeira pessoa             | he       | (ə)s̃i | nḥa(n) |
| Segunda pessoa - masculino  | hɛt      | (ə)ti | tum    |
| Segunda pessoa - feminino   | hit      | (ə)ti | tɛn    |
| Terceira pessoa - masculino | šɛ       | ši    | šum    |
| Terceira pessoa - feminino  | sɛ       | ši    | sɛn    |

Pronomes possessivos sufixais
Em jibbali, assim como em outras línguas semíticas (árabe, por exemplo), a expressão pronominal de posse ocorre através de uma sufixação ao substantivo. Existe dois conjuntos de sufixos: um para substantivos singulares, outro para substantivos plurais, ambos necessariamente acompanham um artigo definido.
|                             | Singular | Dual   | Plural  |
| --------------------------- | -------- | ------ | ------- |
| Primeira pessoa             | -i       | -(ə)s̃i | -(ə)n   |
| Segunda pessoa - masculino  | -(ə)k    | -(ə)s̃i | -(ə)kum |
| Segunda pessoa - feminino   | -(ə)s̃    | -(ə)s̃i | -(ə)kən |
| Terceira pessoa - masculino | -(ə)š    | -(ə)ši | -(ə)hum |
| Terceira pessoa - feminino  | -(ə)s    | -(ə)ši | -(ə)sən |

Exemplo:
Aġá (o irmão): aġí, aġák, aġás̃, aġáš, aġás, aġás̃i, aġás̃i, aġáši, aġán, aġákum, aġákən, aġáhum, aġásən.
|                             | Singular | Dual | Plural |
| --------------------------- | -------- | ---- | ------ |
| Primeira pessoa             | -í       | -ɛ́s̃i | -ɛ́n    |
| Segunda pessoa - masculino  | -ɛ́k      | -ɛ́s̃i | -ɔ́kum  |
| Segunda pessoa - feminino   | -ɛ́s̃      | -ɛ́s̃i | -ɛ́kən  |
| Terceira pessoa - masculino | -ɛ́š      | -ɛ́ši | -ɔ́hum  |
| Terceira pessoa - feminino  | -ɛ́s      | -ɛ́ši | -ɛ́sən  |

Exemplo:
Iyɛ́l (Os camelos): yɛ́lí, iyɛ́lɛ́k, iyɛ́lɛ́s̃, iyɛ́lɛ́š, iyɛ́lɛ́s, iyɛ́lɛ́s̃i, iyɛ́lɛ́s̃i, iyɛ́lɛ́ši, iyɛ́lɛ́n, iyɛ́lɔ́kum, iyɛ́lɛ́kən, iyɛ́lɔ́hum, iyɛ́lɛ́sən.

### Substantivos
Gênero
Jibbali possui dois gêneros gramaticais: masculino e feminino. Não existe marcador para substantivos masculinos, já os femininos tipicamente contém o sufixo -(ə)t ou -Vt (-ɛ́t, -át, -ét, -ít, -ɔ́t, -út).  Quase todas as palavras terminando em -t são femininas, mesmo que esse seja parte da raiz da palavra, tal como em but "casa" e ḳit "comida" são gramaticalmente femininas.
Número
Jibbali, como as outras línguas semíticas meridionais e árabe, exibe dois tipos de marcação de plural em substantivos. Há os plurais externos, com a presença de um sufixo de marcação, e existem plurais internos, com a pluralidade indicada por meio de mudanças vocálicas internas, com ou sem adição de um sufixo. Plurais internos são muito mais comuns do que plurais externos, tanto para substantivos masculinos e femininos. Existem alguns poucos substantivos que tem mudança na raiz na formação do plural (exemplo: ɔz ‘cabra’, pl. ɛ́rún).

### Verbos
Da mesma forma que em outras línguas semíticas, no jibbali, os verbos possuem raiz tri-consonantal (comum em línguas semíticas) e suas conjugações são formadas através de determinados padrões vocálicos com ou sem adição de prefixos ou infixos. Assim como em mehri, os tempos verbais se estabelecem através do aspecto do verbo - dessa forma, o perfeito, por exemplo, traz a ideia de passado pela expressão de conclusão, já o imperfeito é utilizado para o presente, tanto contínuo, quanto habitual.

##### Perfeito
O aspecto perfeito é formado através da conexão dos seguintes sufixos à raiz:
|                             | Singular | Dual     | Plural  |
| --------------------------- | -------- | -------- | ------- |
| Primeira pessoa             | -(ə)k    | -(ə)s̃i - | -ən     |
| Segunda pessoa - masculino  | -(ə)k    | -(ə)s̃i   | -(ə)kum |
| Segunda pessoa - feminino   | -(ə)s̃    | -(ə)s̃i   | -(ə)kən |
| Terceira pessoa - masculino | ---      | -ɔ       |         |
| Terceira pessoa - feminino  | -ɔ́t      | -tɔ́      | ---     |

O uso básico e mais comum do perfeito é como um pretérito, por exemplo:
- ɔl ġarɔ́b tɔ lɔ "Ele não me reconheceu."

Também encontramos o perfeito – pelo menos com o verbo aġád "ir" – usado como futuro imediato, por exemplo:
- he aġádək "estou indo para fora![15]"

##### Imperfeito
O imperfeito é formado pela anexação de um conjunto de prefixos e sufixos a uma base verbal. O imperfeito pode, em vários contextos, indicar quase qualquer tempo ou aspecto. Pode ser usado como presente geral, habitual ou imediato, um habitual passado, um futuro, um presente ou passado progressivo, ou um complemento circunstancial. Assim, o imperfeito sugere uma ação incompleta. Existem dos modelos de imperfeito, a depender da raiz tri-consonantal do verbo.
|                             | Singular | Dual  | Plural |
| --------------------------- | -------- | ----- | ------ |
| Primeira pessoa             | ə-       | ə-…-ɔ́ | n-     |
| Segunda pessoa - masculino  | t-       | t-…-ɔ́ | t-(V)  |
| Segunda pessoa - feminino   | t-(V)    | t-…-ɔ́ | t-…-ən |
| Terceira pessoa - masculino | y-       | y-…-ɔ́ | y-(V)  |
| Terceira pessoa - feminino  | t-       | t-…-ɔ́ | t-…-ən |

|                             | Singular | Dual      | Plural |
| --------------------------- | -------- | --------- | ------ |
| Primeira pessoa             | ə-…-ən   | ə-…-ɔ́/-ún | n-…-ən |
| Segunda pessoa - masculino  | t-…-ən   | t-…-ɔ́/-ún | t-…-ən |
| Segunda pessoa - feminino   | t-…-ən   | t-…-ɔ́/-ún | t-…-ən |
| Terceira pessoa - masculino | y-…-ən   | y-…-ɔ́/-ún | y-…-ən |
| Terceira pessoa - feminino  | t-…-ən   | t-…-ɔ́/-ún | t-…-ən |

#### Modo
Subjuntivo
O subjuntivo é construído com prefixos e sufixos de forma similar ao imperfeito. Também existem diferentes afixos para diferentes raízes. A forma subjuntiva pode ser usada de forma independente ou dependente, sendo o último mais comum. Quando usado independentemente, pode expressar várias coisas, incluindo:
1. sugestão ou obrigação - aġéyg yɔ́ks̃əf ɛnúf "o homem deve se expor"
2. um imperativo - təxəlɔ́f ṣəḥát "fique bem"
3. um desejo - yɔ̄rək bek ɔź "que Deus te abençoe"
4. incerteza - təṣxɔ́b šɔ́fələk mġɔ́rɛʾ s̃ĩn "seu estômago pode ficar dolorido por um tempo depois"
| Afixos para raízes G, Š1-, Š2-, T1- e T2- | Afixos para raízes G, Š1-, Š2-, T1- e T2- | Afixos para raízes G, Š1-, Š2-, T1- e T2- | Afixos para raízes G, Š1-, Š2-, T1- e T2- |
|                                           | Singular                                  | Dual                                      | Plural                                    |
| ----------------------------------------- | ----------------------------------------- | ----------------------------------------- | ----------------------------------------- |
| Primeira pessoa                           | l-                                        | l-…-ɔ                                     | n-                                        |
| Segunda pessoa - masculino                | t-                                        | t-…-ɔ́                                     | t-(V)                                     |
| Segunda pessoa - feminino                 | t-(V)                                     | t-…-ɔ́                                     | t-…-ən                                    |
| Terceira pessoa - masculino               | y-                                        | y-…-ɔ́                                     | y-(V)                                     |
| Terceira pessoa - feminino                | t-                                        | t-…-ɔ́                                     | t-…-ən                                    |

| Afixos para raízes G passivo, D/L, H, H passive e Q | Afixos para raízes G passivo, D/L, H, H passive e Q | Afixos para raízes G passivo, D/L, H, H passive e Q | Afixos para raízes G passivo, D/L, H, H passive e Q |
|                                                     | Singular                                            | Dual                                                | Plural                                              |
| --------------------------------------------------- | --------------------------------------------------- | --------------------------------------------------- | --------------------------------------------------- |
| Primeira pessoa                                     | l-                                                  | l-…-ɔ                                               | n-                                                  |
| Segunda pessoa - masculino                          | l-                                                  | l-…-ɔ                                               | l-(V)                                               |
| Segunda pessoa - feminino                           | l-(V)                                               | l-…-ɔ                                               | l-…-ən                                              |
| Terceira pessoa - masculino                         | y-                                                  | y-…-ɔ́                                               | y-(V)                                               |
| Terceira pessoa - feminino                          | y-                                                  | l-…-ɔ                                               | l-…-ən                                              |

#### Tempo
Uma exceção à habitual associação do aspecto com o tempo verbal é o futuro, que utiliza o verbo auxiliar dḥa- ou ḥa-, seguido de um verbo no subjuntivo.
| Frase em jibbali    | Tradução                   |
| ------------------- | -------------------------- |
| mit ḥa-l-əśnɛ́k      | Quando eu te verei?        |
| dḥa-l-ġád ḳərérɛ    | Eu irei amanhã             |
| dḥa-yə(l)tɔ́ġk aʿɛ́lí | Minha família vai te matar |

### Sentença
As orações tipicamente seguem o padrão Sujeito-Verbo-Objeto, com a presença eventual de Verbo-Sujeito-Objeto, assim como em outras línguas semíticas. Também é comum que haja ocultação do sujeito, por ele estar implícito nas conjugações verbais.

## Vocabulário

### Expressões e cumprimentos
təghũk ʿɔfét "bom dia" (lit. ‘que a paz esteja com você’) [para mulher: təghũs̃ ʿɔfét]
Resposta: bə-tɔ́k təghúm (lit. ‘e que vá para você’) [para mulher: tɔk vira tɔs̃]
táġəmd lek ʿɔfét "boa noite"
Resposta: bə-lék (əl-áġəmd) [para mulher: lek vira lis̃]
bə-xár hɛt? ou bə-xár hɛt śé? "você está bem?" [para mulher: hɛt vira hit]
Resposta: bə-xár
təxédəm mən ətdɔ́rs? "você trabalha ou estuda?"
he ṭáləb "Eu sou estudante"
ínɛ́ šũk? "qual seu nome?" [para mulher: šũk vira šũs̃.]

### Provérbios
Alguns provérbios registrados no Al-Shahri (2000), livro escrito em árabe em inglês:
ɔ təġɔ́rb her aʿáśərk ɛd l-ɛ́xləf ʿãš.
"Você não conhece (o valor de) seu amigo até se afastar dele."

aʿáśər ɛrḥím axér ʿar aġá ɛdífər

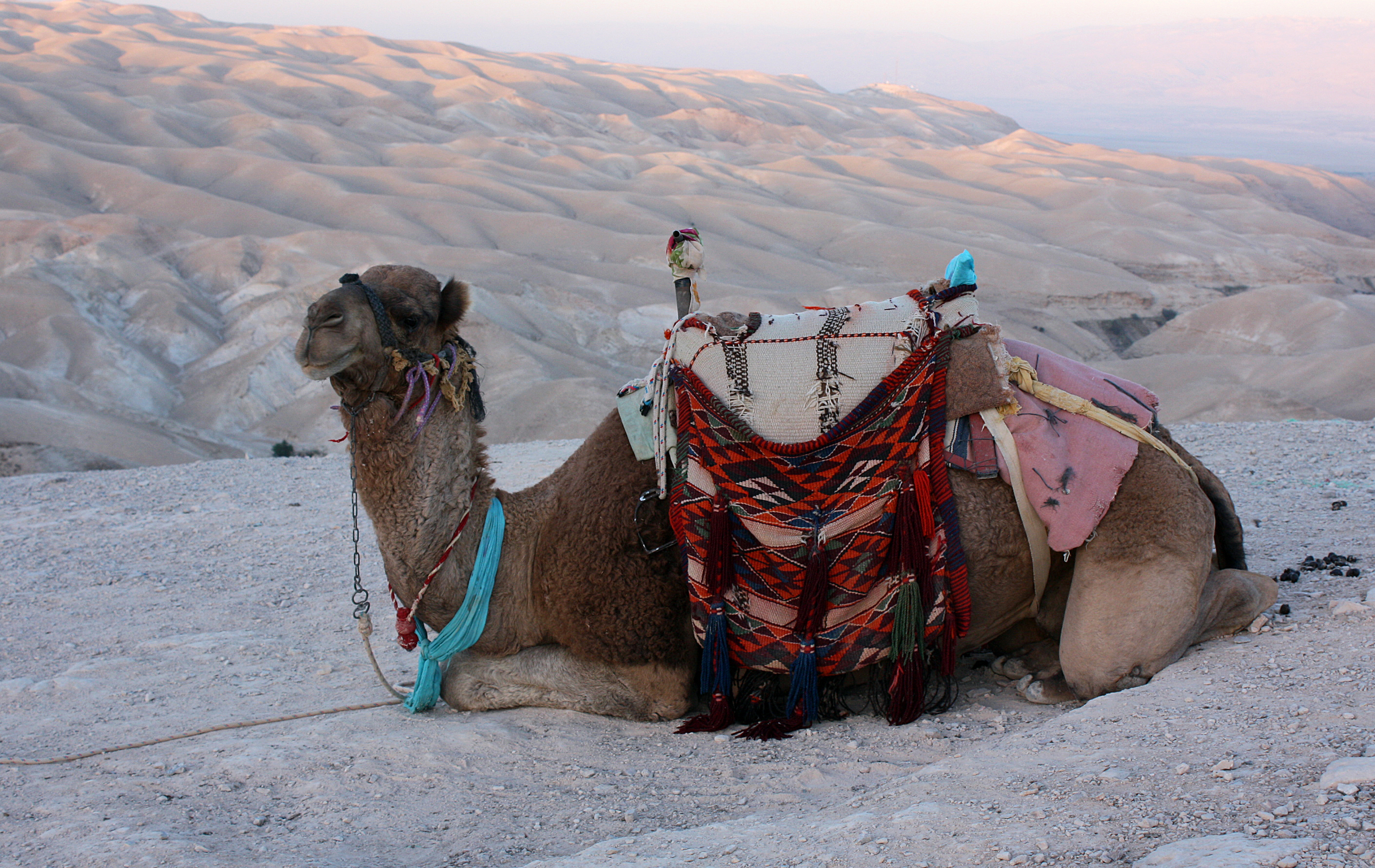
Camelo semítico

‘O bom amigo é melhor que o péssimo irmão"

ɛ-k-ɛdífər yəṣɔ̄ḥ dífər
"O que está com o mau, mau se torna".

### Uma pequena história...
| Meu camelo favorito | Tradução |
| --- | --- |
| 1 yum mən ɛ̄m ʿónut ðin ɛ-térfɔ́t kúnən ʿaḳ iyɛ́l. əlɔ́hun ṭit s̃ɛn yət s̃ũs məgnúnə, yət ərḥĩt ərḥĩt. 2 mġɔ́rɛʾ yum mən ɛ̄m zəḥãm tun ġag mənhúm. śíni yət xɔḳ bə-ʿáḳər bə-šɛ̃n, bə-yə́t ərḥĩt bes núśəb mɛ́kən. 3 hes śínis aġág iźɔ́hunu, ʿõr hɛn… ínɛ́ šũš… ʿõr her ī, “a-t-śíms bə-mśé?” ʿõr ī, “a-l-śúms b-ɔf ṯroh.” 4 áxərši aġág yəʿõr, “yaḷḷa, təm. a-nśɛ́m ɛyə́t ðínu, bə-ḳərérɛ a-nḥõls ʿaḳ mistibíši b-a-nḥõls d-ɛrẓ́.” ʿõr hóhum ī, “yaḷḷa, ɛ́rsəl li ɛḳərɔ́s̃ b-a-nśúm lókum ɛyə́t her ʿákum.” 5 bə-hé bek laʿálí ṭɔ́hun. ðin ɛyə́t, əl-s̃aʿsɔ́rs bē… b-əl-s̃aʿsɔ́rs bē, b-ɔl əḳɔ́dər l-ɛ́fsaḥ bes lɔ. 6 aġádək yum ðúhũn də-ġɔ́tɛ́ð̣k. ɛdúrk d-ūt. ɔl-ɔ́d s̃i ṭit ṯrut lɔ mən ġeð̣ ɛ-ī śɛ̄m ɛyə́t əl-s̃aʿsɔ́rs he. b-ɔl əkín ar s̃es ɛ̄m kɛl, ɛyə́t ðĩ. 7 hes ṭɛ́nu yəśún tɔ ī, əd-ḳɔfɔ́lk l-ɛnúfi ʿaḳ ḥagrɛ́t, ʿõr híni, “kɛt də-ġɔ́tɛ́ð̣k áḥmad?” ʿõk heš, “kɛt śɛmk ɛyə́t?” 8 ʿõr, “də-ḥɔ́tɛ́gək bə-ʿák əl-śúm ɛyə́t.” mġɔ́rɛʾ bass ḳɔfk, b-ɔl-ʿɔ́k hérɔ́gk s̃eš lɔ. bə-d-ġɔ́tɛ́ð̣k, bə-kúnk də-mútḥaḳək. 9 ʿõr híni ī bass, “ʿak tɔk ɔl təġətɔ́ð̣ lɔ. ínɛ́ šũš… a-l-hérg k-aġág náʿṣan, b-a-l-áʿmɛr hóhum, ‘ḳəlɔ́b ɛyə́t də-ḥús̃ən, də-ḥús̃… ínɛ́ šũš… ɛ-iyɛ́l.’” 10 mən yum ðúhũn bass ɛdírɔ́t li, bə-ztɔ̄gək. b-ɛyə́t ɛdirɔ́t lɛn. ðik sɛ! | 1 Um dia, no ano passado, estávamos com os camelos. Tínhamos um lá, um camelo chamado Majnun, um camelo muito bonito. 2 Então, um dia, alguns homens vieram até nós. Eles viram o camelo, (sua) aparência, tamanho e gordura, e era um lindo camelo que tinha muito leite. 3 Quando aqueles homens viram isso, eles nos disseram... o que é que chamava... eles disseram ao meu pai: “Por quanto você vai vender isso?” Meu pai disse: “Vou vender por dois mil”. 4 Então os homens disseram: “Yalla, ok. Vamos comprar este camelo e amanhã vamos carregá-lo em um caminhão e trazê-lo para (nossa) terra.” Meu pai disse a eles: “Yalla, mande-me o dinheiro e venderemos o camelo, se você quiser”. 5 E eu já estava exausto com isso. Este camelo eu amei muito… e amei muito, e não podia desistir. 6 Eu fui embora naquele dia com raiva. Voltei para a casa. Eu estava farto de raiva que meu pai vendeu o camelo que eu amava. Eu sempre fui [lit. apenas] com ele todos os dias, aquele camelo. 7 Quando meu pai me viu assim, que eu tinha me trancado no (meu) quarto, ele me disse: “Por que você está com raiva, Ahmed?” Eu disse a ele: “Por que você vendeu o camelo?” 8 Ele disse: “Eu precisava e queria vender o camelo”. Então fiquei calado e não falei mais com ele. Eu estava com raiva, e eu estava irritado. 9 Ele apenas me disse: “Quero que você não fique com raiva. Vou falar com os homens agora, e direi a eles: 'Devolva o camelo ao nosso curral, ao curral dos camelos. '” 10 A partir daquele dia, o camelo voltou para mim e fiquei feliz. E o camelo voltou para nós. É isso! |

## Menções
- A língua jibbali foi assunto de um problema da edição Mascate da Olimpíada Brasileira de Linguística, no ano de 2021,[22] abordando o léxico da língua.